# Калининский район (Татарская АССР)
Калининский район — упразднённая административно-территориальная единица Татарской АССР, существовавшая с 1935 по 1959 год. Административный центр — село Поисево.

## История
Калининский район был образован 10 февраля 1935 года путём выделения из состава Мензелинского и Актанышского районов. 19 февраля 1944 года часть территории Калининского района была передана в новый Матвеевский район. 22 ноября 1954 года к Калининскому району была присоединена часть территории упразднённого Матвеевского района. 12 октября 1959 года район был ликвидирован, а его территория вошла в состав Актанышского и Муслюмовского районов.

## Административное деление
На 1 января 1948 года район включал в свой состав 25 сельсоветов: Адаевский, Амикеевский, Атясевский, Буляковский, Верхне-Яхшеевский, Зубаировский, Исансуповский, Качкиновский, Кузякинский, Поисевский, Сикиинский, Старо-Агбязовский, Старо-Аймановский, Старо-Байсаровский, Старо-Кадырметьевский, Старо-Сафаровский, Старо-Урьядинский, Табанлы Кульский, Татарско-Булярский, Тюковский, Улимановский, Уразметьевский, Усинский, Чуракаевский, Шайчуринский. Территория района составляла 969 км².